# 八宝茶

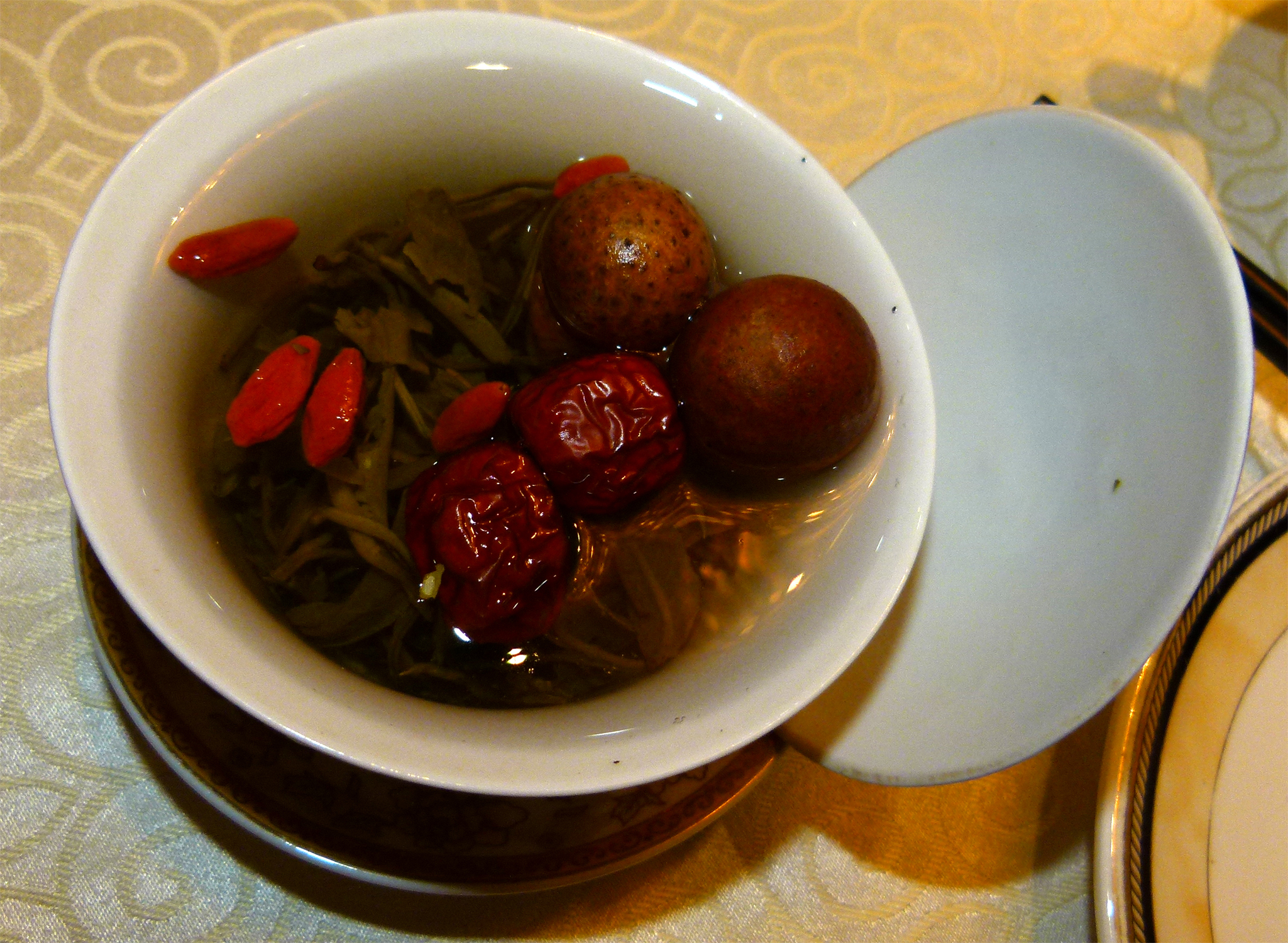
兰州三炮台

八宝茶（又稱蓋碗茶）是回族传统的一种饮品，流行于中国的四川、宁夏、青海等许多地区，各地区的八宝茶配料稍有不同，但都以茶叶为底料，配以各种干果以及中药材冲泡而成，辅以冰糖。茶中不僅有茶葉，還有各種其他作料，茶底多选择青茶，而常见配料有菊花或玫瑰花、红枣、甘草、桂圆干、枸杞、芝麻、葡萄干、核桃仁、酸枣、沙枣、苹果干等。一般使用盖碗（三炮台）泡制品饮，蓋碗有蓋無把，是古代的式樣，所以八寶又被人称作盖碗茶。因为不同干果泡开需要不同的时间，因此每一泡的果香味道均不同。近年，市面上也有调配好的八宝茶出售，配料更加突出清热解毒的功效，满足现代人的喜好。